# Индийская медаль
Индийская медаль (англ. India Medal) — медаль за участие в военной кампании, утверждённая в 1896 году для награждения офицерам и солдатам британской и индийской армий.
Вручалась за различные незначительные военные кампании на территории Британской Индии, в основном за службу на северо-западной границе в период с 1895 по 1902 год. Заменила медаль «За общую службу в Индии» 1854 года. Название каждой из кампаний обозначалось на 7 планках для ленты.

## Описание
Серебряной медалью награждались солдаты британской и индийской армий, а бронзовой — местным носильщикам и слугам.
На аверсе изображён повёрнутый влево профиль королевы Виктории или, в случае медали с планкой «Waziristan 1901–02», короля Эдуарда VII, с соответствующей подписью.
На реверсе, разработанном Джордж Соллеса, изображены британский и индийский солдаты, несущие штандарт с надписью «India 1895», хотя в версии времён Эдуарда VII дата отсутствует.
Лента шириной 1,25 дюйма (32 мм), выполнена в виде пяти чередующихся 
и равных по ширине красных и зелёных полос.
Имя и сведения о награждённом чеканились по краю медали, обычно беглым шрифтом.

### Варианты аверса

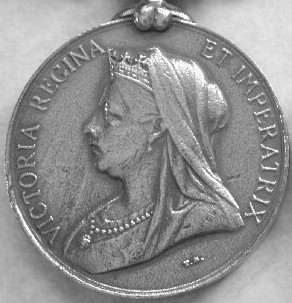
Виктория (1895-1901)
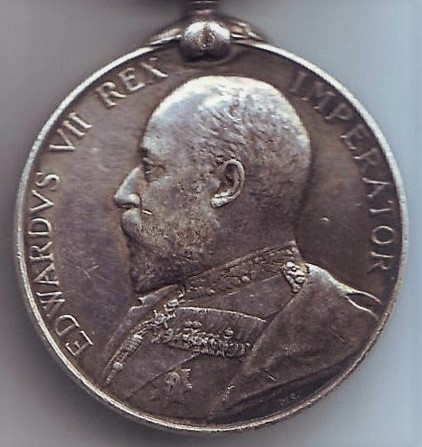
Эдуард VII, аверс медали с планкой «Waziristan 1901-02»

## Планки
К медали выпускались следующие планки:
- Defence of Chitral 1895 («Оборона Читрала», 3 марта —13 апреля 1895)
- Relief of Chitral 1895 («Отстоявшим Читрал», 7 марта — 15 августа 1895)
- Punjab Frontier 1897–98 («Пенджабская граница», 10 июня 1897 — 6 апреля 1898)
- Malakand 1897 («Малаканд[англ.]», 26 июля - 2 августа 1897)
- Samana 1897 («Самана[англ.], 2 августа — 2 октября 1897)
- Tirah 1897–98 («Тирах», 2 октября 1897 — 6 апреля 1898)
- Waziristan 1901–02 («Вазиристан[англ.]», 23 ноября 1901 — 10 марта 1902)